# Géberjén
Géberjén là một thị trấn thuộc hạt Szabolcs-Szatmár-Bereg, Hungary. Thị trấn này có diện tích 5,38 km², dân số năm 2010 là 536 người, mật độ 100 người/km².